# Denys Kołczin
Denys Borysowycz Kołczin, ukr. Денис Борисович Колчін (ur. 13 października 1977 w Odessie) – ukraiński piłkarz, grający na pozycji obrońcy, trener piłkarski.

## Kariera piłkarska

### Kariera klubowa
Wychowanek SDJuSzOR Czornomoreć Odessa. Pierwszy trener – Sawelij Semenow. Od sierpnia 1993 występował w drugiej drużynie Czornomorca Odessa, a 2 kwietnia 1995 debiutował w Wyszczej lidze w meczu z Dynamem Kijów (1:2). Po tym jak Czornomorec spadł z Wyszczej Lihi latem 1998 przeniósł się do Krywbasa Krzywy Róg. 7 marca 1999 podczas meczu z Dniprem Dniepropetrowsk zerwał więzadła krzyżowe. Wyjechał do Niemiec, gdzie jemu zrobili nieudaną operację. Potem trzy lata leczył się, lekarze w Odessie niejednokrotnie robili jemu operacje. Dopiero 5 kwietnia 2003 po długiej przerwie ponownie wyszedł na boisko w składzie drugiej drużyny Czornomorca. Latem 2004 zgodził się na przejście do Metalista Charków. Ale występował tylko w drużynie rezerw, dlatego następnego sezonu zmienił klub na Krywbas Krzywy Róg. Potem doznał nowej kontuzji, ponownie był operowany w Odessie. Po rocznej przerwie we wrześniu 2006 przyjął zaproszenie Łeonida Hajdarżiego do MFK Mikołajów. Drugą połowę 2007 roku bronił barw rosyjskiego klubu Maszuk-KMW Piatigorsk. Na początku 2008 powrócił do Odessy, gdzie został piłkarzem Dnistra Owidiopol. W końcu 2008 postanowił zakończyć karierę piłkarską.

### Kariera reprezentacyjna
W 1994 występował w juniorskiej reprezentacji Ukrainy. Na juniorskich mistrzostwach Europy w 1994, rozgrywanych w Irlandii, ukraińska reprezentacja zajęła 3. miejsce. W latach 1996–1998 rozegrał 8 meczów w składzie młodzieżowej reprezentacji Ukrainy strzelając 1 gola.

## Kariera trenerska
Po zakończeniu kariery piłkarza rozpoczął pracę szkoleniową. Od 2010 do 2014 pomagał szkolić młodzież w Szkole Sportowej Rezerw Olimpijskich Czornomoreć Odessa. Latem 2014 stał na czele klubu Żemczużyna Odessa, którym kierował do 22 sierpnia 2017. 22 września 2017 został mianowany na stanowisko głównego trenera Nywy Winnica. 10 listopada 2018 podał się do dymisji.

## Sukcesy i odznaczenia

### Sukcesy klubowe
- wicemistrz Ukrainy: 1995, 1996
- brązowy medalista Mistrzostw Ukrainy: 1999, 2000

### Sukcesy reprezentacyjne
- brązowy medalista Mistrzostw Europy U-16: 1994